# Луис дел Сол
Луис дел Сол Каскахарес (шп. Luis del Sol Cascajares; Аркос де Халон, 6. април 1935 — Севиља, 20. јун 2021) био је шпански фудбалер и фудбалски тренер.

## Каријера
Каријеру је почео у Бетису у којем је провео неколико сезона. Касније је одиграо две сезоне у Реалу из Мадрида. Лета 1962. године прешао је у Јувентус и тако постао први шпански фудбалер икада у редовима торинског клуба. Био је првак Италије и освајач купа. Године 1970. је прешао у Рому чији је био и капитен.
За репрезентацију Шпаније наступао је 16 пута и постигао три гола. Играо је на два Светска и једном Европском првенству.
Након играчке каријере радио је и као тренер, највише свог бившег клуба, Бетиса.

## Трофеји

### Клупски
Бетис
- Друга лига Шпаније: 1957/58.

Реал Мадрид
- Ла лига: 1960/61, 1961/62.
- Куп Шпаније: 1961/62.
- Европски куп: 1959/60.
- Интерконтинентални куп: 1960.

Јувентус
- Серија А: 1966/67.
- Куп Италије: 1964/65.

Рома
- Англо-италијански куп: 1972.

### Репрезентативни
Шпанија
- Европско првенство: 1964.